# Joseph Goedert
Pour les articles homonymes, voir Goedert.
Joseph Goedert, né le 27 juillet 1908 à Schwiedelbrouch, commune de Rambrouch, dans le nord du Luxembourg, et décédé le 9 août 2012 à Luxembourg, à l'âge de 104 ans, est professeur d'histoire et un historien luxembourgeois.

## Formation et carrière
Après ses études secondaires au lycée classique de Diekirch et à l'Athénée grand-ducal de Luxembourg, suivies de l'année des Cours supérieurs, toujours à l'Athénée de Luxembourg, Joseph Goedert poursuivit ses études supérieures de lettres (latin et histoire) à Paris, à la Sorbonne, non sans suivre également des cours à l'École des Chartes et au Collège de France, et obtint par la suite son doctorat luxembourgeois (par le système de la collation des grades) en présentant une thèse sur l'histoire constitutionnelle du Luxembourg entre 1841 et 1868. 
Il commença sa carrière dans l'enseignement secondaire au lycée classique de Diekirch (1935/36 - 1941) où il enseignait l'histoire et le latin. L'Allemagne nazie ayant occupé et de facto annexé le Luxembourg - pourtant neutre - , Joseph Goedert, en bon patriote, ne démissionna pas de son poste de professeur pour témoigner de sa désapprobation avec l'occupant et  subit bientôt le sort de nombreux patriotes, obligés de poursuivre leur carrière  à partir de 1941 dans divers endroits d'Allemagne : Moers, Coblence, Wuppertal et Saint-Vith (petite ville germanophone de Belgique annexée par les Allemands dès mai 1940). Fin 1944, il retrouva le Luxembourg et fut affecté comme professeur d'histoire d'abord au lycée de garçons de Luxembourg, puis, en 1951, à l'Athénée de Luxembourg et, simultanément, aux Cours supérieurs (à l'origine du ci-devant Centre universitaire de Luxembourg, ce dernier étant lui-même à l'origine de l'actuelle Université du Luxembourg). 
De 1959 à 1964, Joseph Goedert fut directeur des Archives de l'État à Luxembourg. Mais dès 1961, alors qu'il était encore directeur des Archives, il fut aussi nommé directeur de la Bibliothèque nationale de Luxembourg, poste qu'il conserva jusqu'à sa retraite le 31 mars 1972.
Joseph Goedert contribua à la création de la Bibliothèque municipale de Luxembourg en cédant à celle-ci, en 1962, le fonds "général", c'est-à-dire la littérature non scientifique ou de divertissement, de la Bibliothèque nationale.
De 1949 à son décès, Joseph Goedert fut membre effectif de la Section des sciences historiques de l'Institut grand-ducal, section dont il fut d'ailleurs le président de 1972 à 1983.
En 2003, Joseph Goedert fut le premier lauréat du Prix de l'ALBAD (Association luxembourgeoise des bibliothécaires, archivistes et documentalistes), prix créé à l'intention de ceux qui s'engagent tout particulièrement en faveur des bibliothèques, fonds d'archives et autres centres de documentation.

## Publications (aperçu)
- La formation territoriale du pays de Luxembourg depuis les origines jusqu'au milieu du quinzième siècle ; livre-catalogue publié par les Archives de l'État, Luxembourg, 1963; 178 pages (ill.) + 38 planches hors texte.
- À propos du bicentenaire de la Révolution française: Le difficile passage de l'Ancien Régime au régime républicain dans le département des Forêts - L'exemple de Differdange; in: Galerie - Revue culturelle et pédagogique, n°3 / (Differdange) 1989; pp. 357-382.
- Les mairies du canton de Clervaux sous le régime français (1795-1814) - Une documentation ; livre édité par l'association De Cliärrwer Kanton et par le Fonds culturel national; Luxembourg, 1989; 120 pages.
- De la Société archéologique à la Section historique de l'Institut grand-ducal. Tendances, méthodes et résultats du travail historique de 1845 à 1985 ; in: PSH - Publications de la Section historique, vol. 101, Luxembourg, 1985; 540 pages (ill.).
- Jean-Théodore Laurent (1804-1884), vicaire apostolique de Luxembourg ; in: Biographie nationale du Pays de Luxembourg depuis ses origines jusqu'à nos jours, édité par Jules Mersch; fascicule 8; Luxembourg, 1957; pp. 207-590 (ill.).
- Bio-bibliographie de Jules Vannérus ; Luxembourg (Bibliothèque nationale), 1970; 85 pages.
- Le souvenir de Jules Mersch, historien et éditeur de la "Biographie nationale du Pays de Luxembourg depuis ses origines jusqu'à nos jours"  ; in: Lëtzebuerger JOURNAL, édition du 8 mai 1993; p. 11.
- Les laborieux débuts de la communauté protestante luxembourgeoise 1801-1880; in: Le Luxembourg en Lotharingie - Mélanges Paul Margue; volume d'hommages édité par P. Dostert, J. Schroeder, M. Pauly et P. Schmoetten; Luxembourg (Saint-Paul), 1993; pp. 177-191.
- Une documentation établie avec sens et prudence - Paul Spang: État général des fonds conservés aux Archives nationales du Grand-Duché de Luxembourg et aux archives de la Section historique de l'Institut grand-ducal ; in: Die Warte - Perspectives, n° 14 / 1768; = supplément culturel hebdomadaire du quotidien Luxemburger Wort, édition du jeudi 25 avril 1996.